# Fletazepam
Il fletazepam è uno psicofarmaco della categoria delle benzodiazepine. Il farmaco ha effetti sedativi e ansiolitici analoghi ad altri derivati delle benzodiazepine, ma si distingue principalmente per le sue forti proprietà miorilassanti.

## Usi medici
Il fletazepam è un rilassante muscolare ad azione centrale più efficace del diazepam nel prevenire convulsioni e rigidità muscolare.